# Woensdrecht
Woensdrecht es una localidad y un municipio de la provincia de Brabante Septentrional en los Países Bajos, en el extremo suroeste de la provincia, limitando con Zelanda y con la provincia belga de Amberes. El 30 de abril de 2017 contaba con una población de 21.785 habitantes, sobre una superficie de 91,91 km², de los que 0,36 km² corresponden a la superficie ocupada por el agua, con una densidad de 238 h/km².  
El municipio se creó el 1 de enero de 1997 por la fusión con Woensdrecht de Ossendrecht, Huijbergen y Putte. Los núcleos de población que lo forman son Calfven, Hoogerheide, donde se encuentra el ayuntamiento, Huijbergen, Ossendrecht, Putte y Woensdrecht.
En la iglesia reformada de Putte fue enterrado el pintor Jacob Jordaens, aunque fallecido en Amberes, dada su conversión al protestantismo. Destruida la iglesia durante la ocupación napoleónica, conmemora el lugar donde fue enterrado un monumento diseñado por el escultor Jef Lambeaux y levantado en 1877. En su pedestal figuran también las lápidas de Adriaen van Stalbemt y Guilliam de Pape.

## Galería de imágenes

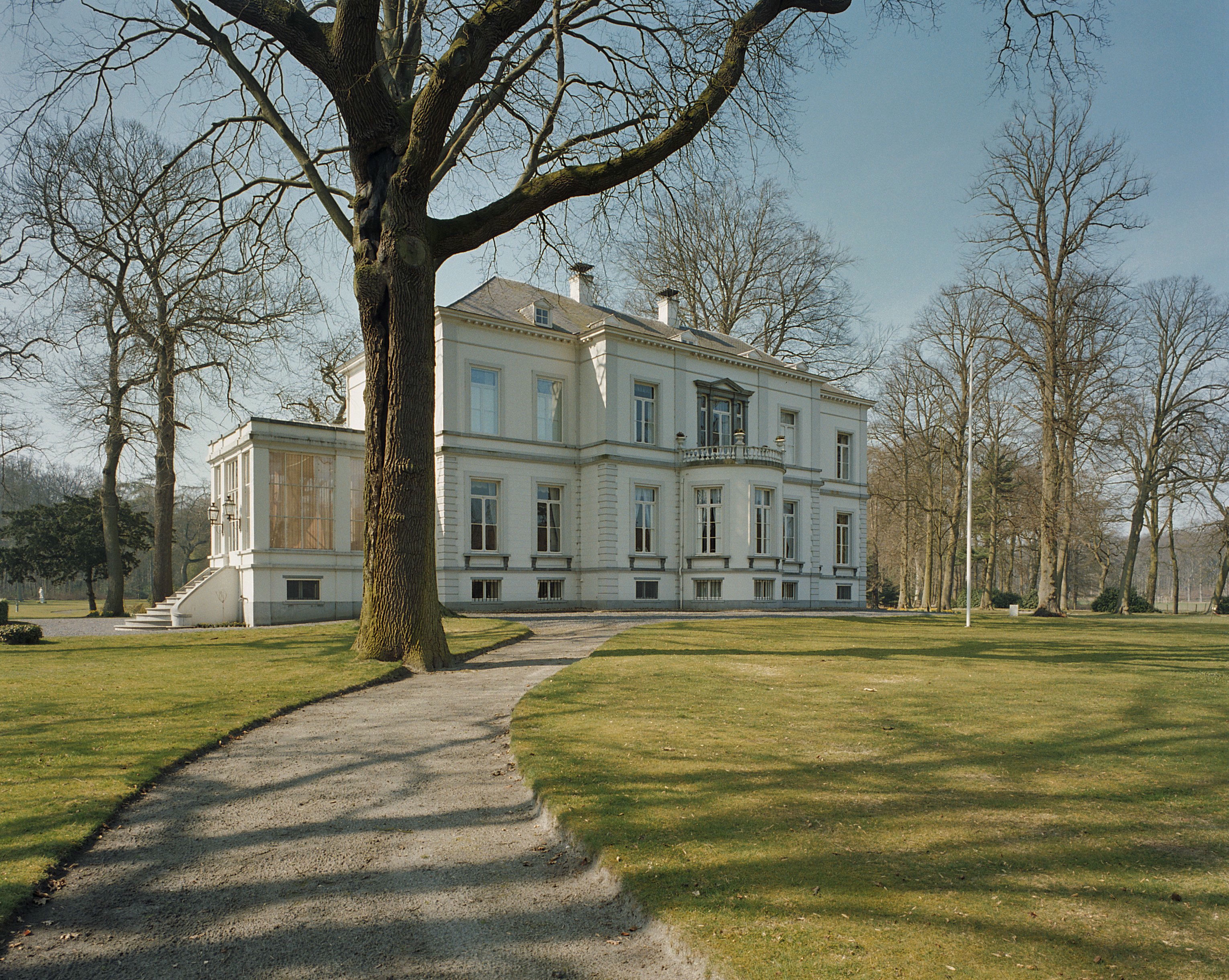
Mattemburgh (1846-1854)
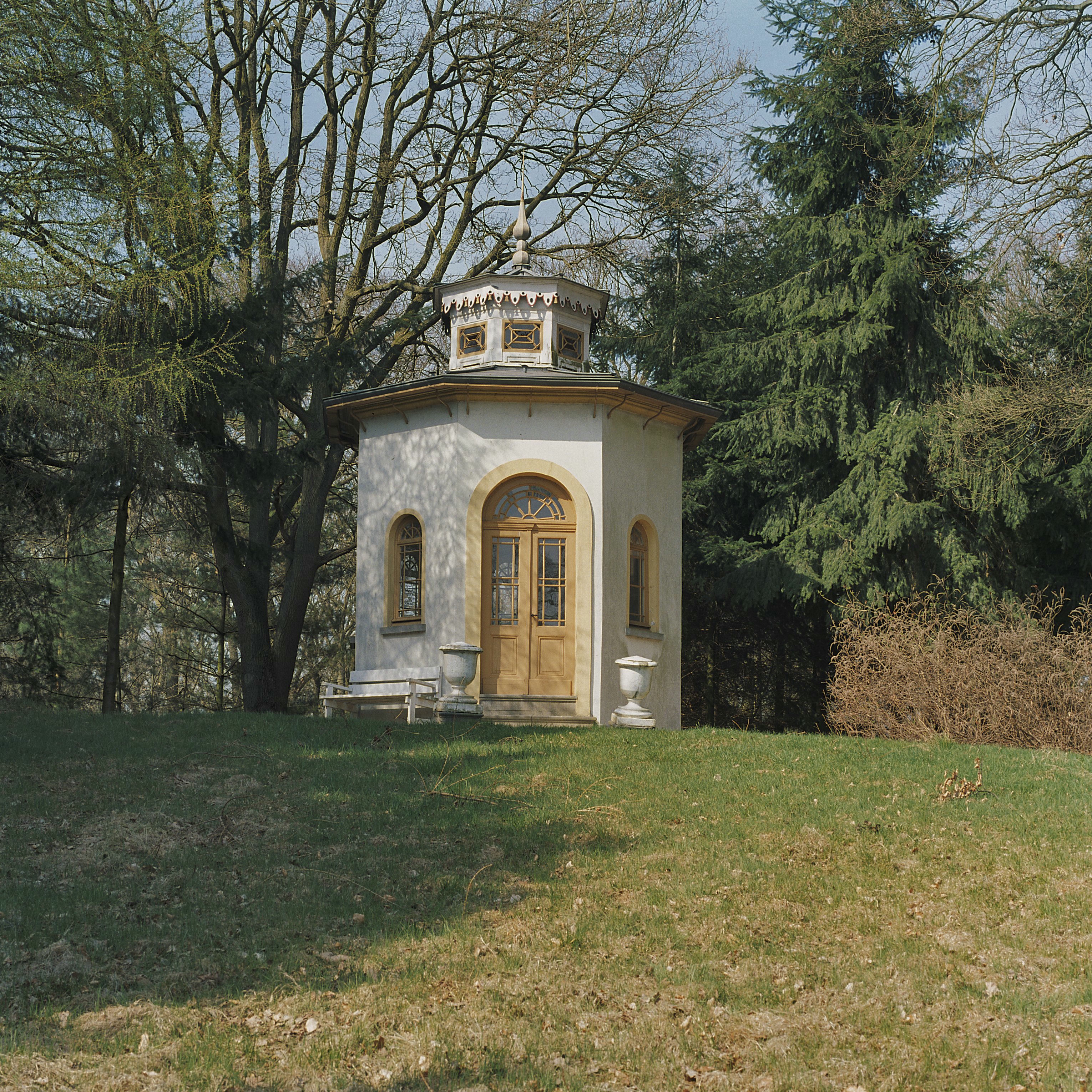
Mattemburgh: quiosco en el jardín
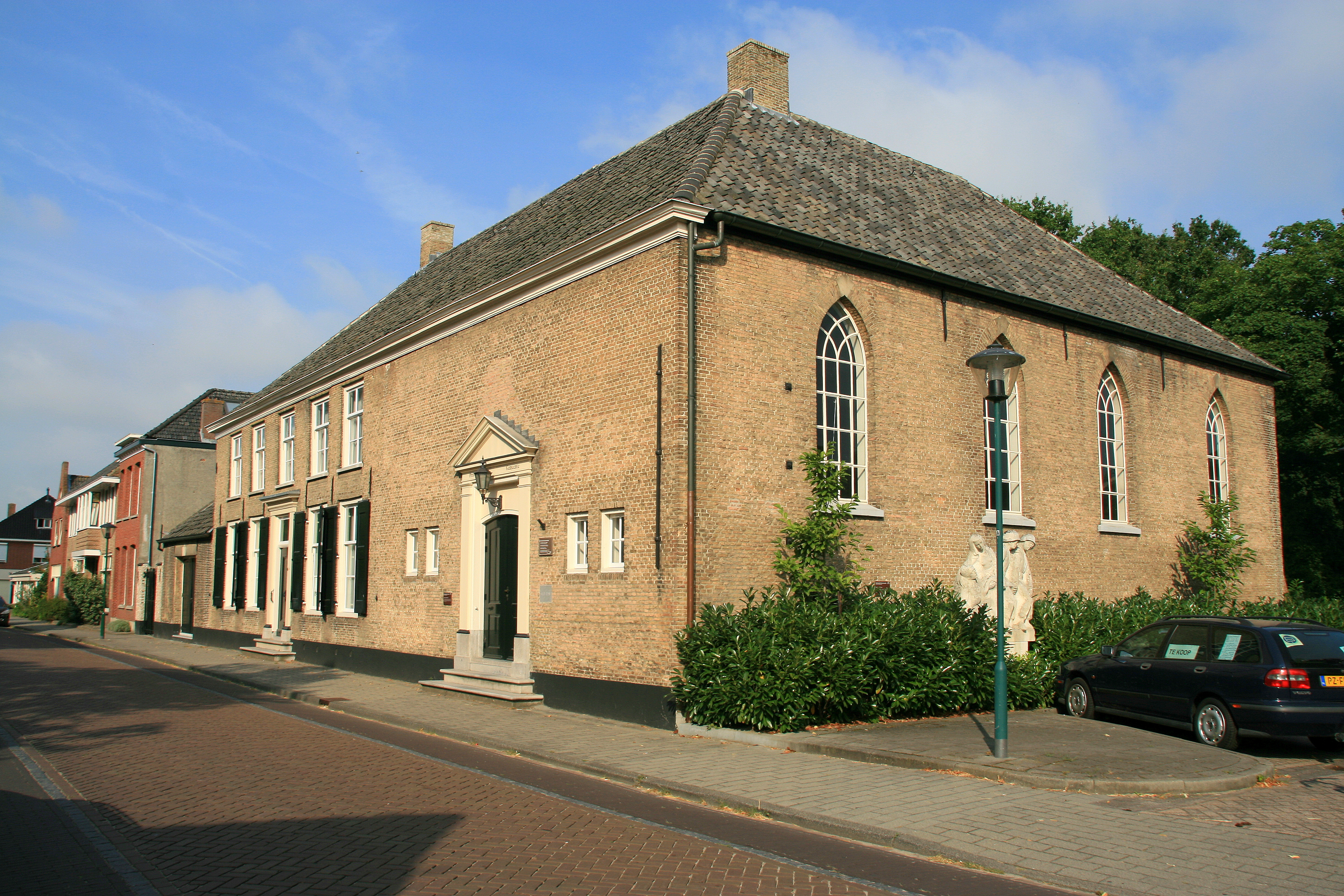
Ossendrecht: Iglesia reformada (siglo XVIII)
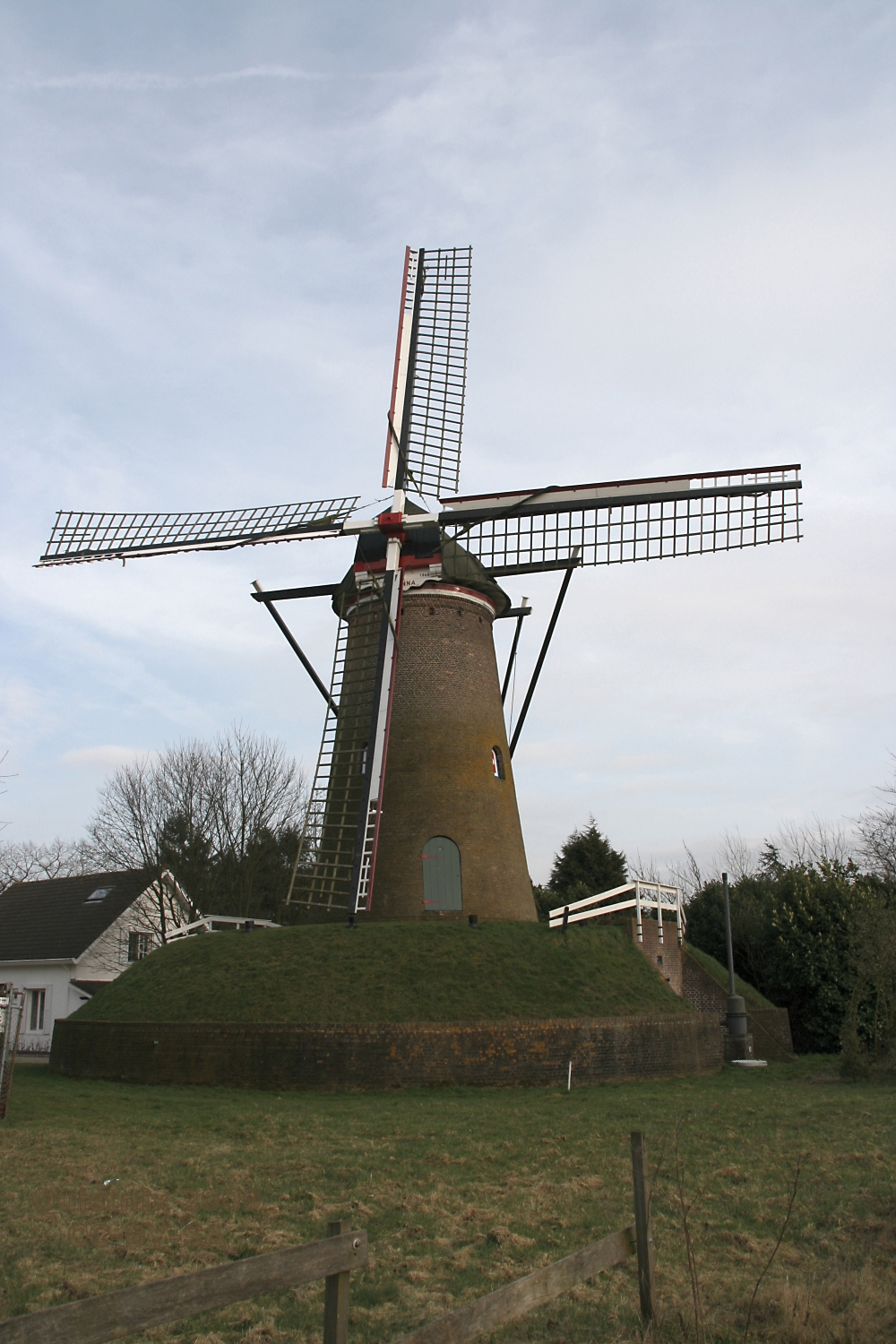
Huijbergen: Molino Johanna